# 二日酔い
二日酔い（ふつかよい）、宿酔（しゅくすい）とは、酒などのエタノール（アルコール）を含んだアルコール飲料を、自身の代謝能力以上に摂取することにより引き起こされる不快な身体的状態。
エタノールの中間代謝により生成されるアセトアルデヒド中毒症状・脱水症状・低血糖・睡眠不足など複数の要因が重なって二日酔いの症状を引き起こす。基本的には、夜間に酒を飲み、アルコールが抜けた翌朝の起床後、顕著に現れる現象を指す。急性アルコール中毒とは異なり、生命に直接の危険はないが、しばしば頭痛や吐き気などの著しい不快感を伴う。なお飲酒後、短時間で現れるものは悪酔い（わるよい）という。
日本政府は、質問主意書の答弁書で、『「二日酔い」については、その要因と発症機序について未解明な部分が多く、医学的に確立された定義は存在せず、また、法律、政令及び省令において「二日酔い」を定義した規定はない』との見解を示している。

## 原因
原因が酒にあるのは確実だが、二日酔いに至る原因は驚くほど解明されていない。薬物が体から抜けていくときの離脱症状、脱水症状、低血糖、栄養失調、体の酸塩基平衡のアンバランス、炎症反応、アセトアルデヒドの影響、酒に含まれるメタノールや不純物などなどが原因としてあげられている。
アルコールがドーパミンニューロンに作用すること、血中のカテコールアミン量が上昇することなどが要因の一つではないかという研究も進められている。
ただ一つ言えるのは、原因は一つではなく複数の要因によって引き起こされているということである。

### 体質による差
二日酔いは主に飲みすぎ、すなわち自身のアルコール分解能力を超えた量の酒を飲むことで起きる。
アセトアルデヒドの代謝酵素であるアセトアルデヒド脱水素酵素は、人種あるいは個人の遺伝的体質により、その代謝能力に差がある。
モンゴロイドのほぼ半数はアセトアルデヒド脱水素酵素の働きが弱い「低活性型」か、全く働かない「失活型」である、そのためモンゴロイドには酒に弱く二日酔いになりやすいタイプが多く、全く酒を飲めないタイプ（いわゆる「下戸」）も存在する。それに対しコーカソイド・ネグロイドはこの酵素がよく働く「活性型」であり、酒に強く二日酔いにもなりにくい体質の者が多い。なお人類のアセトアルデヒド脱水素酵素のタイプは元々「活性型」が基本タイプであり、「低活性型」及び「失活型」は突然変異によって生まれたハプロタイプである。
筑波大学の原田勝二による研究は、日本においては九州地方と東北地方に「酒豪遺伝子」が多い（すなわち二日酔いになりにくい「活性型」が多い）という結果を示している。

### 酒による差
色のついた酒より透明な酒、醸造酒より蒸留酒が二日酔いになりにくいとされている。酒に含まれる水とエタノール以外の酒含有物をまとめてコンジナーと呼ぶ。これらのようなコンジナーの影響が二日酔いの重症化、長期化にかかわってくると考えられている。
蒸留酒を作った際の副産物の一種にフーゼル油というものがある。過去には二日酔いの原因物質と考えられていた。しかし、詳しい研究はあまり行われてこなかったが、メインとなるエタノールの悪影響ほどではない、逆にエタノールの影響を軽減しているという報告もある。
メタノールの代謝が早い人ほど二日酔いに苦しむという説もある。ペクチンを含む果実から作る酒にメタノールが含まれやすく、似たような化学構造を持つことから蒸留でも共沸を起こしてしまい取り除くのも難しい。そのため、各国で規制は行われるものの、若干量のメタノールは許容値とされ、多くはワインなどの果実酒、果実酒から作った蒸留酒などに含まれる。
赤ワインによって引き起こされる赤ワイン頭痛は、古代ローマの学者アウルス・コルネリウス・ケルススが医学論に記したように紀元前から知られている。原因としてケルセチンが関与しているとされる。

## 症状
頭痛、嘔吐・吐き気、喉の渇き、胸のむかつき、体の震え、アルコール性胃炎による悪心などの自覚症状がある。
アセトアルデヒドの中毒症状
アルコールを摂取すると、体内でアルコールはアルコール脱水素酵素によりアルコール類が分解される。
主に含まれるエタノールは、アセトアルデヒドに分解される。アセトアルデヒドは、アセトアルデヒド脱水素酵素により酢酸へと分解され、最終的には水と二酸化炭素に分解されることにより体外へと排出される。
アルコールの中間代謝物質であるこのアセトアルデヒドは毒性が非常に強く、その毒性により引き起こされる症状が二日酔いである。つまり二日酔いの原因はアルコールそのものではなく、代謝過程におけるアセトアルデヒドによって引き起こされると考えられている。
と、以上のような流説があるが、血中アセトアルデヒドが二日酔いに関係するという科学的な研究結果はあまり見かけない。そもそも二日酔い状態時に血中からアセトアルデヒドが検出されるのは稀である。それよりも、アセトアルデヒドから分解される酢酸に頭痛などの二日酔いらしい症状が確認されている。
酢酸による症状
頭痛、めまい、吐き気、虚脱などを引き起こす。
脱水症状
二日酔いの最中にはひどく喉が渇くが、これはアルコールの利尿作用により体内の水分が排出され、脱水症状となっているためである。
口が渇き、尿が出ず、衰弱感、不眠などが起きる。また、吐いた後に水だけ摂取して塩分が不足していると、頭痛、倦怠感が出る低張性脱水症となる。
アルコール性低血糖
ブドウ糖が肝臓から血中へ放出されにくくなるため、倦怠感、手のふるえなどが出る。さらに血糖値を抑える糖尿病などの薬の効果が、飲酒により長時間続き低血糖を誘発する場合がある。まれに後遺症が出ることもある低血糖性昏睡は酔って寝ているだけに見えるため、発見が遅れる場合がある。
栄養失調
利尿作用により、ビタミンや電解質が欠乏する。
急性メタノール中毒
命に関わらないレベルでは、視覚障害、吐き気、腹痛、筋肉痛、めまい、衰弱、昏睡、発作を含む意識障害が発生する。
メタノール代謝で生成される ホルムアルデヒド、ギ酸 なども二日酔いに影響を与える。
その他
胃が空の状態で大量の酒を飲むと顕著であるが、アルコールが胃粘膜を刺激し、胃酸分泌が過多になり、胃炎を起こしている状態であることも多い。アルコールがアセトアルデヒドに分解されず、まだアルコールのまま体内に残っている場合は、酩酊感、ふらつき、ろれつがまわらないといった一般的な酒酔い症状が残っていることがある。その場合、不快感はむしろ少ないが、早かれ遅かれやってくることは避けられない。
また、肉体的だけではなく、精神的にもひどい自己嫌悪に陥る場合が多い。英国の作家、キングズリー・エイミスはこれを肉体的二日酔いに対して「形而上的二日酔い」（訳:吉行淳之介）と呼んだ。
二日酔いの症状は飲酒翌日の昼ごろまで続くことが一般的で、ほとんどの場合、飲酒翌日中に症状は治まる。

## 対処
酒の大量摂取は避ける。就寝前に水分、糖分の補給を行っておくことで、ある程度の予防策となる。
肉体的には脱水症状を起こしているため、水分を大量に補給することがまず第一である。さらに肝臓でのアルコール分解には糖分が必要であり、糖分を摂ることも有効となる。水分補給時、ただの水・お湯よりは、スポーツドリンクの方が水分糖分を同時に摂取できるので望ましい。ただし、お茶・コーヒーはカフェインの利尿作用があるため避けた方がよく、胃炎を起こしている場合、胃への刺激となるため、冷たい飲み物は好ましくない。
飲酒によって睡眠の質が低下し、睡眠不足で体調が崩れているため、睡眠をとるのも効果的な対処法である。

### 民間療法の例
現代医学が発達する以前から、二日酔いに対処する民間療法は各地に伝わっている。
- ラムネ (錠菓)[26] - ブドウ糖による血糖値補充
- スポーツドリンク・オレンジジュースなどのジュース・果物 - 血糖値とビタミン補充[1]
- シジミの味噌汁
- クラムチャウダー
- 蜂蜜と生姜を溶かした湯
- 牛乳、ヨーグルト
- ケチャップをつけたウズラの卵
- 大根おろし、ハツカダイコン
- ミルクシスル
- ウコン
- 梅干
- 日本の江戸時代の文献には「懐中汁粉」（餡を最中の中に入れたもので、湯に溶かして即席汁粉にする）などを食べておくと良いといった記述がある。

日本以外の例
- ベーコン・卵・チーズのサンドイッチ[27]。
- 生卵、トマトジュース、唐辛子を使ったソース（ホットソース）[28]
- プレーリー・オイスター[28]
- 油で揚げたカナリア（fried canary） ‐ 古代ローマの博物学者である大プリニウスが記述[29][28]。
- 二日酔い用のドイツの食事（ドイツ語版） ‐ 、ピクルスとオニオンをニシンの酢漬けでまいたロールモップなど[29]。

### 薬や効果が確認された食品
解毒、頭痛などを和らげる薬がメインとなる。胃炎を起こしている場合は、適切な胃腸薬の摂取が有効である。
食品
- アスパラガス[30]
- ルリジサ（ボリジ）[31]
- 乾燥酵母[31]
- 柿 - 漢方薬では酒毒に効くとされていた。吸収抑制、アルコールと分解物の速やかな血中濃度低下が確認された[32]。柿に含まれるタンニンによる効果と考える研究者もいる[33]。

薬
- L-システイン - 二日酔い改善・胃液中のアセトアルデヒド濃度を抑制することで胃癌発生率の低下[34][35]。
  - アセチルシステイン（N-アセチル-L-システイン）
- γ-リノレン酸[31]。
- トルフェナム酸[36][31]
- 漢方では、五苓散や黄連解毒湯、半夏瀉心湯などを用いることが多い[37]。

### 医学的な対処
一番の対策は、深酒しないことである。そして、積極的に吐くことである。
救急医療では、点滴静脈注射による輸液、症状がひどい場合は更に糖とビタミン剤を点滴投与する場合がある。
暴飲を避けるために、少量のお酒で悪酔い状態になる抗酒薬（嫌酒薬）が使用される場合がある。アセトアルデヒドの分解をわざと妨げ、少しでも飲酒すると強制的に不快感を引き起こす薬品（シアナミド、ジスルフィラム等）は抗酒薬としてアルコール依存症の治療に使われている。ヒトヨタケをアルコールと同時に摂取すると悪酔いするのも同様のメカニズムである。

### 間違いだった民間療法
風呂やサウナに入って汗として有害物質を出してしまうという方法を取る人もいるが、酔った状態で滑りやすく溺れやすい水場に近寄ることの危険、アルコールなどの濃度を濃くしたり、脱水症状・脳卒中・心筋梗塞などを引き起こす原因ともなる。
運動や入浴は、血流が全身に拡散してしまい、肝臓に血液が集まらないためよろしくない。
「迎え酒」と称してまた酒を飲み症状を緩和させるということが世界各国で行われていたが、単にアルコールで不快感を麻痺させるだけであり、肉体への負担が大きいため行うべきではない（主にアルコール依存症の罹患者に多い行為である点に留意）。
古代エジプトの遺跡オクシリンコスから見つかったパピルスにAlexandrian chamaedaphneの葉で作ったネックレスを身に着ける方法が記されていた。
アメシストの装飾品を身に着けると二日酔いにならないとされた。

## 文化
写真家ロバート・キャパが「神はこの世を六日間で創り給うた。そして七日目には二日酔いを与え給うた。」との言葉を残したように、二日酔いは洋の東西を問わず、人類を古くから悩ませてきた。
「酒のない 国へ行きたい 二日酔い また三日目には 帰りたくなる」（蜀山人）
- フランス語で二日酔いは、mal aux cheveux 「髪の毛が痛い（頭が痛い）」、gueule de bois「木の口（口の中がカラカラ）」[42]という表現が使われる。
- 英語で迎え酒を、the hair of the dog という。犬にかまれた時は噛んだ犬の毛を傷につけると良いとされた迷信から。
- ドイツ語では二日酔いを、Kater （オス猫）と呼び、Ich habe einen Kater「オス猫を一匹飼っている」は「自分は二日酔いになっている」という表現である[43]。風邪などの病態であるカタルを由来とする。